# Lista dos botes baleeiros dos Açores
A lista de botes baleeiros dos Açores, respeita a todos os botes que existiram durante a baleação açoriana. Inclui-se nela os botes CLASSIFICADOS como Património Baleeiro, reconhecidos por despacho nº1990/2012 de 24 de dezembro da Secretaria Regional da Educação, Ciência e Cultura.(Jornal Oficial II Série Nº 248 de 24/12/2012).
| ILHA DE SANTA MARIA                  | ILHA DE SANTA MARIA       | ILHA DE SANTA MARIA                                   | ILHA DE SANTA MARIA | ILHA DE SANTA MARIA                                                         | ILHA DE SANTA MARIA                                | ILHA DE SANTA MARIA       |
| Concelho de Vila do Porto            | Concelho de Vila do Porto | Concelho de Vila do Porto                             | Concelho de Vila do Porto | Concelho de Vila do Porto                                                   | Concelho de Vila do Porto                          | Concelho de Vila do Porto |
| Nome                                 | Matrícula                 | Armador                                               | História | Proprietário atual                                                          | Fotografia                                         |                           |
| ------------------------------------ | ------------------------- | ----------------------------------------------------- | --- | --------------------------------------------------------------------------- | -------------------------------------------------- | ------------------------- |
| SANTA MARIA(Velho)                   | VP-47-PC                  | Companhia Balieira Mariense                           | Comprada pela quantia de quatro mil escudos, à Sociedade Baleeira Felicidade Lajense Lda. a sete de junho de 1937, foi registada na Delegação Marítima de Santa Maria - Vila do Porto, a favor da Companhia Baleeira Mariense. Com custas de registo de no valor de 17$50, sendo abatido quando foi substítuido em mil novecentos e cinquenta e quatro por outro de igual nome. , ficou posteriormente conhecido por Santa Maria o velho Caraterísticas registadas: Embarcação de vela e remos, destinada à pesca da baleia, com Comprimento: 9,20mts; Boca: 1,85mts; Pontal: 0,64mts Tonelagem bruta: 2,723t. |                                                                             |                                                    |                           |
| SANTA MARIA                          | VP-25-B                   | Companhia Balieira Mariense                           | No início de janeiro de 1952, foi encomendada e construída por António dos Santos da Fonseca nas Lajes do Pico e custou, na altura, 15.000$00. Foi adquirido para substituir o "Santa Maria" velho. Foi vendida pelo Fundo de Renovação e de Apetrechamento da Indústria da Pesca (incumbido pelo Tribunal da Comarca da Ilha Terceira), bens penhorados na execução movida por aquele Fundo. (venda global dos bens: 300.000$00). Foram enviadas propostas de venda às restantes armações dos Açores, em 27 de Novembro de 1970, Em 1971 foi comprada pelo sr. José Manuel Figueiredo de Sousa, e em 1986 foi comprada pela Corretora e transferida para S. Miguel. Regressou à ilha de Santa Maria nos finais do século passado, pelas mãos do emigrante de ascendência mariense Everett John Delaura (corruptela de João de Loura) Foi recuperada e pertence actualmente ao Clube Naval de Santa Maria. CLASSIFICADO. Caraterísticas registadas: Embarcação de vela e remos, destinada à pesca de cetáceos. Comprimento: 11,52mts; boca: 1,93mts; Pontal:0,61mts; Tonelagem bruta: 3,396t. | Clube Naval de Santa Maria                                                  |                                                    |                           |
| GONÇALO VELHO                        | VP-48-PB                  | Companhia Balieira Mariense                           | Foi comprada 6 de abril de 1937 pela Companhia Balieira Mariense, por cinco mil escudos à Sociedade Lajense, Ltd. Tendo o seu registo o custo de 17$50. Caraterísticas registadas: Embarcação de vela e remos, destinada à pesca da baleia. Comprimento: 8,90 mts; boca: 1,75mts; pontal:0,70mts Tonelagem bruta :2,725t. Foi destruída pelo temporal de 27 de Nov. de 1940 |                                                                             |                                                    |                           |
| NOSSA SENHORA DOS PRAZERES           | VP-66-PB                  | Companhia Balieira Mariense                           | Foi adquirida em 1940, construída nas Lajes do Pico pelo sr. António dos Santos Fonseca,pela quantia de sete mil escudos, Tendo o seu registo o custo de 17$50. Foi vendida pelo Fundo de Renovação e de Apetrechamento da Indústria da Pesca (incumbido pelo Tribunal da Comarca da Ilha Terceira), bens penhorados na execução movida por aquele Fundo. (venda global dos bens: 300.000$00). Foram enviadas propostas de venda às restantes armações dos Açores, em 27 de Novembro de 1970. Em 1971 foi comprada pelo sr. José Manuel Figueiredo de Sousa e em 1986 foi comprada pela Corretora e transferida para São Miguel. Caraterísticas registadas: Embarcação de vela e remos, destinada à pesca da baleia. Comprimento: 11,20mts; boca:1,90mts; pontal:0,75mts; Tonelagem bruta:3,990t. |                                                                             |                                                    |                           |
| NOSSA SENHORA DO BOM DESPACHO        | VP-21-B                   | Companhia Balieira Mariense                           | Construída nas Lajes do Pico, por Manuel José Machado,pela quantia e nove mil escudos em 1947, encomendada pela Companhia Balieira Mariense. Foi vendida pelo Fundo de Renovação e de Apetrechamento da Indústria da Pesca (incumbido pelo Tribunal da Comarca da Ilha Terceira), bens penhorados na execução movida por aquele Fundo. (venda global dos bens: 300.000$00). Foram enviadas propostas de venda às restantes armações dos Açores, em 27 de Novembro de 1970. Em 1971 foi comprada pelo sr. José Manuel Figueiredo de Sousa, e em 1986 foi comprada pela Corretora e transferida para S. Miguel. Regressou à ilha de Santa Maria nos finais do século passado, pelas mãos do emigrante de ascendência mariense Everett John Delaura (corruptela de João de Loura). Caraterísticas registadas: Embarcação de vela ou remos, destinada à pesca de cetáceos. Comprimento: 9,65mts; boca: 1,84mts; pontal: 0,71mts; Tonelagem bruta: 3,151t CLASSIFICADO | pertence actualmente ao Clube Naval de Santa Maria                          |                                                    |                           |
| NOSSA SENHORA DA VICTÓRIA            | VP-9-PC                   | Companhia Balieira Mariense                           | Construída por Manuel José Machado na Vila das Lajes do Pico por oito mil escudos em 1944. por aquisição da Companhia Balieira Mariense, Com custas de registo de no valor de 17$50. Foi vendida pelo Fundo de Renovação e de Apetrechamento da Indústria da Pesca (incumbido pelo Tribunal da Comarca da Ilha Terceira), bens penhorados na execução movida por aquele Fundo. (venda global dos bens: 300.000$00). Foram enviadas propostas de venda às restantes armações dos Açores, em 27 de Novembro de 1970. Em 1971 foi comprada pelo sr. José Manuel Figueiredo de Sousa, e em 1986 foi comprada pela Corretora e transferida para São Miguel. Caraterísticas registadas: Embarcação de vela e remos, destinada à pesca da baleia. Comprimento: 10,67mts; boca: 1,90mts; pontal: 0,68mts; Tonelagem bruta: 3,446t |                                                                             |                                                    |                           |
| SANTO ANDRÉ                          | VP-123-B                  | Companhia Balieira Mariense                           | Foi construído por João Basílio da Silva, com licença de construção nº 113 de 28-01-1954, foi registado na Capitania de Ponta Delgada a 28 de junho com a identificaçao VP 370 B pelo preço de oito mil escudos, posteriormente registado em Santa Maria em abril de 1965 quando a União das Armações Baleeiras de São Miguel, Lda. se tornou sócia maioritária da Companhia Balieira Mariense. Esteve ao serviço da Companhia Balieira Mariense até ao último ano de actividade, depois foi transferida para São Miguel, retornando posteriormente á Ilha Santa Maria. Caraterísticas registadas: Embarcação de vela e remos, destinada à pesca de cetáceos. Comprimento: 10,10mts; boca: 1,89mts; pontal: 0,69mts; Tonelagem bruta: 3,290t, preço de registo 16$80. | Clube Naval de Santa Maria                                                  |                                                    |                           |
| CINTRÃO                              | PD-169-B                  | União das Armações Baleeiras de São Miguel, Lda       | Em 17 de Novembro de 1997 a União das Armações Baleeiras de São Miguel, Lda. cede ao Sr. E.J.Delaura esta embarcação, sendo posteriormente cedida ao Círculo de Amigos de São Lourenço. Caraterísticas registadas: Embarcação de vela, remos e motor destinada à pesca da baleia. Comprimento: 10,20mts; boca:2,10mts; pontal:0,75mts; Tonelagem bruta:4,014t | Associação Amigos de São Lourenço                                           | Cintrão no CNSM · Cintrão em Santa Maria · Cintrão |                           |
| ILHA DE SÃO MIGUEL                   |                           |                                                       | |                                                                             |                                                    |                           |
| Concelho de Ponta Delgada            |                           |                                                       | |                                                                             |                                                    |                           |
| Nome                                 | Matrícula                 | Armador                                               | História | Proprietário atual                                                          | Fotografia                                         |                           |
| SANTO AGOSTINHO                      | PD-309-B                  | União das Armações Baleeiras de São Miguel, Lda.      | Pertence actualmente a André Silveira e José Silveira (Terceira). CLASSIFICADO |                                                                             |                                                    |                           |
| SANTA JOANA                          | PD-359-B                  | União das Armações Baleeiras de São Miguel, Lda.      | Começou a ser construída a 13 de Maio de 1952, por encomenda da União. Foi registada em Janeiro de 1953.Em 1962 a sua tripulação capturou 39 cetáceos. Integra actualmente o espólio do Museu Carlos Machado e apresenta-se em exposição permanente no centro comercial "Parque Atlântico" de Ponta Delgada. CLASSIFICADO | Espólio do Museu Carlos Machado                                             |                                                    |                           |
| SANTA ISABEL                         | PD-338-B                  | União das Armações Baleeiras de São Miguel, Lda       | Construído em 1947. |                                                                             |                                                    |                           |
| SANTA HELENA                         | PD-341-B                  | União das Armações Baleeiras de São Miguel, Lda.      | Construído em 1947. |                                                                             |                                                    |                           |
| SÃO JOÃO EVANGELISTA                 | PD-373-B                  | União das Armações Baleeiras de São Miguel, Lda.      | Registado na capitania como SÃO JOÃO DE DEUS. Construído em 1962/63 por Leonardo Rocha nas instalações da Fábrica. Pertence actualmente a José Bairos Batista (Sta. Maria). CLASSIFICADO |                                                                             |                                                    |                           |
| SANTA MARIA S. MARIO                 | PD-374-B                  | União das Armações Baleeiras de São Miguel, Lda.      | Construído em 1942.Foi registado em Ponta Delgada, adquirido na passagem da década de 1970 por um estrangeiro, encontra-se atualmente na Holanda, com o nome S. Mario. |                                                                             |                                                    |                           |
| SANTO ANTÓNIO                        | PD-308-B                  | União das Armações Baleeiras de São Miguel, Lda.      | Construído em 1942. |                                                                             |                                                    |                           |
| SANTO CRISTO                         | PD-329-B                  | União das Armações Baleeiras de São Miguel, Lda.      | Construído em 1947. |                                                                             |                                                    |                           |
| SÃO DAMASCO                          | PD-353-B                  | União das Armações Baleeiras de São Miguel, Lda.      | |                                                                             |                                                    |                           |
| SÃO JOÃO                             | PD-304-B                  | União das Armações Baleeiras de São Miguel, Lda.      | Construído em 1943. |                                                                             |                                                    |                           |
| SÃO JOÃO DE DEUS                     | PD-373-B                  | União das Armações Baleeiras de São Miguel, Lda.      | Actual S. João Evangelista. |                                                                             |                                                    |                           |
| SÃO JOSÉ                             | PD-358-B                  | União das Armações Baleeiras de São Miguel, Lda.      | |                                                                             |                                                    |                           |
| SÃO PEDRO                            | PD-297-B                  | União das Armações Baleeiras de São Miguel, Lda.      | Construído em 1942. |                                                                             |                                                    |                           |
| SÃO VICENTE                          | PD-328-B                  | União das Armações Baleeiras de São Miguel, Lda.      | Construído em 1947. |                                                                             |                                                    |                           |
| SENHORA DE FÁTIMA                    | PD-302-B                  | União das Armações Baleeiras de São Miguel, Lda.      | Construído em 1944. |                                                                             |                                                    |                           |
| SENHORA DE LURDES                    | PD-301-B                  | União das Armações Baleeiras de São Miguel, Lda.      | Construído em 1943. |                                                                             |                                                    |                           |
| UNIÃO                                | PD-340-B                  | União das Armações Baleeiras de São Miguel, Lda.      | |                                                                             |                                                    |                           |
| UNIÃO II                             |                           | União das Armações Baleeiras de São Miguel, Lda.      | Construído em 1940. |                                                                             |                                                    |                           |
| SENHORA DA CONCEIÇÃO                 | PD-300-B                  | União das Armações Baleeiras de São Miguel, Lda.      | Construído em 1942. |                                                                             |                                                    |                           |
| ILHA TERCEIRA                        |                           |                                                       | |                                                                             |                                                    |                           |
| Concelho de Angra do Heroísmo        |                           |                                                       | |                                                                             |                                                    |                           |
| Nome                                 | Matrícula                 | Armador                                               | História | Proprietário atual                                                          | Fotografia                                         |                           |
| SANTO CRISTO III                     | AH-218-B                  | Armação Baleeira Terceirense, Lda.                    | Comp: 11,36m; boca 1,92m; pontal 0,92m |                                                                             |                                                    |                           |
| SÃO MATEUS III                       | AH-219-B                  | Armação Baleeira Terceirense, Lda.                    | Comp: 11,70m; boca 1,92m; pontal 0,65m. CLASSIFICADO | Clube Naval de São Mateus da Calheta                                        |                                                    |                           |
| ESPADARTE II                         | AH-224-B                  | Armação Baleeira Terceirense, Lda.                    | Comp: 11,96 m; boca 1,82; pontal 0,53 m. CLASSIFICADO | Clube Naval de São Mateus da Calheta                                        |                                                    |                           |
| EMÍLIA                               | AH-225-B                  | Armação Baleeira Terceirense, Lda.                    | Comp: 11,90; boca 1,82 m; pontal 0,53 m. |                                                                             |                                                    |                           |
| CAPELAS                              | AH-227-B                  | Armação Baleeira Terceirense, Lda.                    | Comp: 12,90; boca 1,93m; pontal 0,69 m. |                                                                             |                                                    |                           |
| MARIA III                            | AH-223-B                  | Armação Baleeira Terceirense, Lda.                    | Comp: 9,55 m; boca 87m; pontal 0,70 m. |                                                                             |                                                    |                           |
| SÃO MATEUS                           |                           | Armação Baleeira Terceirense, Lda.                    | Aparece em 1956, na "Listagem de embarcações das Pescas Industriais - Gabinete de Estudos de Pesca" |                                                                             |                                                    |                           |
| ESPADARTE                            |                           | Armação Baleeira Terceirense, Lda.                    | |                                                                             |                                                    |                           |
| SANTO CRISTO                         |                           | Armação Baleeira Terceirense, Lda.                    | |                                                                             |                                                    |                           |
| ILHA GRACIOSA                        |                           |                                                       | |                                                                             |                                                    |                           |
| Freguesia de Santa Cruz da Graciosa  |                           |                                                       | |                                                                             |                                                    |                           |
| Nome                                 | Matrícula                 | Armador                                               | História | Proprietário atual                                                          | Fotografia                                         |                           |
| SÃO SALVADOR                         | SG-56-B                   | Companhia Baleeira da Graciosa, Lda.                  | |                                                                             |                                                    |                           |
| SÃO JOÃO                             | SG-103-B                  | Companhia Baleeira da Graciosa, Lda.                  | Construído na Ilha do Pico, pelo Mestre Experiente. CLASSIFICADO | Clube Naval da Ilha Graciosa                                                |                                                    |                           |
| SERRA BRANCA                         | SG-116-B                  | Companhia Baleeira da Graciosa, Lda.                  | CLASSIFICADO | Clube Naval da Ilha Graciosa                                                |                                                    |                           |
| SANTA CRUZ                           | SG-3-B                    | Companhia Baleeira da Graciosa, Lda.                  | | Pertence ao Museu da Graciosa                                               |                                                    |                           |
| SENHORA DE AJUDA                     | SG-21-B                   | Companhia Baleeira da Graciosa, Lda.                  | Segundo Rufino Pereira este bote terá sido vendido para um museu nos EUA. |                                                                             |                                                    |                           |
| PICO NEGRO                           | SG-115-B                  | Companhia Baleeira da Graciosa, Lda.                  | CLASSIFICADO | Pertence ao Museu da Graciosa                                               |                                                    |                           |
| Freguesia de São Mateus              |                           |                                                       | |                                                                             |                                                    |                           |
| Nome                                 | Matrícula                 | Armador                                               | História | Proprietário atual                                                          | Fotografia                                         |                           |
| SENHORA DE FÁTIMA                    | PD-320-B SG-98-B          | Cristóvão da Mota Soares                              | Foi construído nas Capelas em 1945, obtendo o registo PD-320-B. Esta canoa tinha as seguintes medidas: comp.10,85; Boca=1,92m; pontal=0,72m; arqueação bruta=12,923 m3. O seu armador foi Cristóvão da Mota Soares. Em 1946 é transferido para Santa Cruz da Graciosa e adquire a matrícula SG-98-B (registo de 25 de Julho de 1946). Por prática comum na empresa, dentro das suas instalações da Graciosa e fora da época da caça eram construídas novas embarcações para substituir a frota, segundo o filho do proprietário Cristóvão Manuel, este bote baleeiro foi copiado do original, sendo substituido sem o respetivo abate. Depois da caça à baleia pertenceu a Rufino Pereira (1989) que lhe mudou a matrícula para SG-222-L e foi cortado para ser usado na pesca local. Depois foi abatido da pesca e passou a desporto. Serviu de balcão no Clube Naval. E finalmente a sua matrícula foi comprada (2007) e foi construído novo bote para a Terra Azul que o usa para as regatas desportivas. CLASSIFICADO                                                                     |                                                                             |                                                    |                           |
| CARLOS ALBERTO                       | SG-104-B                  | Cristóvão da Mota Soares                              | Construído na ilha do Pico. Encontra-se no Museu das Graciosa, ainda não foi reconstruído. CLASSIFICADO | Museu da Graciosa.                                                          |                                                    |                           |
| SENHORA DA CONCEIÇÃO                 | SG-99-B                   | Cristóvão da Mota Soares                              | Construído nas Capelas, Ilha de São Miguel. Por prática comum na empresa, dentro das suas instalações na Graciosa e fora da época da caça eram construídas novas embarcações para substituir a frota usada, segundo o filho do proprietário Cristóvão Manuel, este bote baleeiro foi copiado do original. Foi reconstruído posteriormente, sendo substituido sem o respetivo abate. Está no Pico e participa em regatas. |                                                                             |                                                    |                           |
| CRISTOVÃO MANUEL                     | SG-97-B                   | Cristóvão da Mota Soares                              | O Cristóvão Manuel original foi construído no lugar do Rosário,Capelas. Foi para a Graciosa na mesma altura que o bote São João. O Cristóvão Manuel foi reconstruído na Graciosa pelo Mestre José Vieira Goulart (conhecido como José da Ponta), salvo erro em 1958. Por prática comum na empresa, dentro das suas instalações na Graciosa e fora da época da caça eram construídas novas embarcações para substituir a frota, segundo o filho do proprietário Cristóvão Manuel, este bote baleeiro foi copiado do original, sendo substituido sem o respetivo abate. Encalhou na baía da Barra na noite de 8 de novembro de 1967 quando regressava da caça à "baleia", tendo perecido da sua tripulação oficial o mestre José Vieira Goulart e da companha Arnaldo de Sousa, Izalino Nunes, Gabriel Machado, Albino Horta e José Soares, conhecido por José Floriano este último substituía outro tripulante que faltou, sobrevivendo apenas o trancador Firmino Rodrigues. |                                                                             |                                                    |                           |
| RESTINGA                             | SG-123-B                  | Cristóvão da Mota Soares                              | Chamava-se inicialmente Salu e esteve para ir balear para as Canárias. Era mais pequeno. Está no Nucleo Museológico "Barracão dos Botes", na Calheta (Graciosa). CLASSIFICADO |                                                                             |                                                    |                           |
| MARILÚ                               | SG-120-B                  | Cristóvão da Mota Soares                              | Está na Casa dos Botes da Praia (Graciosa). CLASSIFICADO |                                                                             |                                                    |                           |
| ILHA DE SÃO JORGE                    |                           |                                                       | |                                                                             |                                                    |                           |
| Freguesia das Velas                  |                           |                                                       | |                                                                             |                                                    |                           |
| Nome                                 | Matrícula                 | Armador                                               | história | Proprietário atual                                                          | Fotografia                                         |                           |
| SÃO JORGE                            | VE-207-B                  | Empresa Industrial de Pescarias Velense, Lda.         | CLASSIFICADO | Pertence ao Clube Naval das Velas.                                          |                                                    |                           |
| SÃO PEDRO GONÇALVES                  | VE-226-B                  | Empresa Industrial de Pescarias Velense, Lda.         | |                                                                             |                                                    |                           |
| ESPÍRITO SANTO I                     | VE-227-B                  | Armação Baleeira Maria Lucinda                        | |                                                                             |                                                    |                           |
| 'MELO CARVALHO'                      | VE-104-B                  | Armação Baleeira Maria Lucinda                        | |                                                                             |                                                    |                           |
| SÃO JOSÉ                             | VE-239-B                  | Armação Baleeira Maria Lucinda                        | |                                                                             |                                                    |                           |
| TERESA DA CONCEIÇÃO                  | VE-242-B                  | Armação Baleeira Maria Lucinda                        | |                                                                             |                                                    |                           |
| Freguesia do Topo                    |                           |                                                       | |                                                                             |                                                    |                           |
| Nome                                 | Matrícula                 | Armador                                               | História | Proprietário atual                                                          | Fotografia                                         |                           |
| MARIA DEOLINDA                       | VE-93-B                   | Serafina Bettencourt                                  | |                                                                             |                                                    |                           |
| ORLANDO MANUEL                       |                           | Serafina Bettencourt                                  | |                                                                             |                                                    |                           |
| SÃO JOSÉ                             | VE-162-B                  | Serafina Bettencourt                                  | Pertence actualmente à Associação "O Cachalote" com sede no Topo. Reconstruído em 2009/2010 pelo mestre João Silveira Tavares (Sta. Cruz das Ribeiras). CLASSIFICADO | Associação "O Cachalote"                                                    |                                                    |                           |
| ILHA DO PICO                         |                           |                                                       | |                                                                             |                                                    |                           |
| Freguesia da Calheta de Nesquim      |                           |                                                       | |                                                                             |                                                    |                           |
| Nome                                 | Matrícula                 | Armador                                               | História | Proprietário atual                                                          | Fotografia                                         |                           |
| CLAUDINA                             | LP-23-B                   | Aliança Calhetense, Lda.                              | CLASSIFICADO | Actualmente pertence ao Clube Naval da Horta.                               |                                                    |                           |
| NORBERTO                             | LP-31-B                   | Aliança Calhetense, Lda.                              | CLASSIFICADO | Pertence ao Clube Náutico Aliança Calhetense                                |                                                    |                           |
| SANTO CRISTO                         | L-140-BP                  | Sociedade baleeira Aliança da Calheta                 | Construído Francisco José Machado em 17 julho 1913 |                                                                             |                                                    |                           |
| SANTO CRISTO II                      | LP-24-PB                  | Aliança Calhetense, Lda.                              | CLASSIFICADO | Pertence à Junta de São João (Lajes do Pico).                               |                                                    |                           |
| SÃO PEDRO                            | LP-49-B                   | Aliança Calhetense, Lda.                              | CLASSIFICADO | Pertence ao Clube Náutico Aliança Calhetense                                |                                                    |                           |
| ATREVIDA                             | LP-28-B                   | Atlântida Calhetense, Lda.                            | CLASSIFICADO | Pertence ao Clube Náutico Aliança Calhetense                                |                                                    |                           |
| GAZELA                               | LP-9-B                    | Sociedade Atlântida e Aliança Calhetense, Lda.        | Foi adquirido a 13 de Agosto de 1945 à Armação Baleeira Estrela Lajense, Lda | Freguesia da Piedade                                                        |                                                    |                           |
| MANUELA NEVES                        | LP-43-B                   | Atlântida Calhetense, Lda.                            | CLASSIFICADO | Pertence à Sociedade Filarmónica Lira Fraternal Calhetense.                 |                                                    |                           |
| SÃO JOSÉ                             | LP-26-B                   | Atlântida Calhetense, Lda.                            | CLASSIFICADO. | Pertence actualmente à Junta de Freguesia do Capelo.                        |                                                    |                           |
| Freguesia das Lajes do Pico          |                           |                                                       | |                                                                             |                                                    |                           |
| Nome                                 | Matrícula                 | Armador                                               | História | Proprietário atual                                                          | Fotografia                                         |                           |
| LEADER                               | LP-10-B                   | Nova Sociedade Lajense, Lda.                          | Construído em 1929, nas Lajes do Pico pelo Mestre António dos Santos Fonseca. |                                                                             |                                                    |                           |
| ÁGUIA                                | LP-7-B                    | Estrela Lajense, Lda.                                 | |                                                                             |                                                    |                           |
| MARIA REGINA                         | LP-33-B                   | Estrela Lajense, Lda.                                 | Nova matrícula: H-53-B CLASSIFICADO | Clube Náutico das Lajes do Pico                                             |                                                    |                           |
| CISNE                                | LP-5-B                    | Felicidade Lajense                                    | |                                                                             |                                                    |                           |
| MARIA CELESTE                        | LP-46-B                   | Felicidade Lajense                                    | Em 1955 estava inscrita na Delegação Marítima das Lajes do Pico, com a matrícula LP-6-B. Foi recuperado em 2009 por Manuel Monteiro Machado (Piedade). CLASSIFICADO | Pertence actualmente ao Clube Náutico das Lajes do Pico.                    |                                                    |                           |
| ESTER                                | LP-44-B                   | Joaquim José Machado                                  | Foi recuperado em 2003 pela mão do mestre Manuel Hermínio Brum. Nova Matrícula H-55-B CLASSIFICADO | Clube Náutico das Lajes do Pico                                             |                                                    |                           |
| NOSSA SENHORA DE FÁTIMA              | LP-1-B                    | Joaquim José Machado                                  | |                                                                             |                                                    |                           |
| MARIA ARMANDA                        | LP-41                     | Nova Sociedade Lajense, Lda.                          | Nova Matrícula H-54-B CLASSIFICADO | Clube Náutico das Lajes do Pico                                             |                                                    |                           |
| ALVA                                 | LP-4-B                    | Venturosa Lajense, Lda.                               | |                                                                             |                                                    |                           |
| DIANA                                | LP-30-B                   | Venturosa Lajense, Lda.                               | Nova Matrícula H-56-B CLASSIFICADO | Clube Náutico das Lajes do Pico                                             |                                                    |                           |
| ANDORINHA                            | H-95-B LP-14-B            | União Lajense, Lda.                                   | Registado na Capitania da Horta em 1918 em nome de António Pereira do Amaral, no Porto do Comprido. Em 1919 passou para o nome da Companhia Baleeira do Capelo. Terá sido transferida para as Lajes do Pico. |                                                                             |                                                    |                           |
| BERNARDETE                           | LP-13-B                   | União Lajense, Lda.                                   | |                                                                             |                                                    |                           |
| LIBERDADE                            | LP-48-B                   | União Lajense, Lda.                                   | Nova Matrícula: H-49-B CLASSIFICADO | Pertence ao Clube Náutico das Lajes do Pico                                 |                                                    |                           |
| MARIA CELINA                         | LP-3-B LP-19-B            |                                                       | CLASSIFICADO | Pertence actualmente ao Clube Naval de São Mateus da Calheta, Ilha Terceira |                                                    |                           |
| SANTA TERESINHA                      | LP-2-B                    |                                                       | CLASSIFICADO | Pertence ao Museu do Pico, em exposição.                                    |                                                    |                           |
| Freguesia de São Roque do Pico       |                           |                                                       | |                                                                             |                                                    |                           |
| Nome                                 | Matrícula                 | Armador                                               | História | Proprietário atual                                                          | Fotografia                                         |                           |
| FATINHA                              | SR-28-B                   | Armações Baleeiras Reunidas, Lda.                     | Construído em 1936, nas Lajes do Pico. Dimensões (1956) - Comp.:10,60; boca:1,92; Pontal:0,65. Tonelagem Bruta: 2,821 |                                                                             |                                                    |                           |
| ESPADARTE                            | SR-30-B                   | Armações Baleeiras Reunidas, Lda.                     | Construído em 1942, em Santo António. Dimensões (1956) - Comp.:11,28; boca:1,90; Pontal:0,68. Tonelagem Bruta: 3,643 |                                                                             |                                                    |                           |
| MARIA ADELAIDE                       | SR-27-B                   | Armações Baleeiras Reunidas, Lda.                     | Construído em 1935, nas Lajes do Pico. Dimensões (1956) - Comp.:10,35; boca:1,82; Pontal:0,63. Tonelagem Bruta: 2,966 CLASSIFICADO | Pertence actualmente à Junta de Freguesia da Piedade.                       |                                                    |                           |
| MARIA PEQUENA                        | SR-29-B                   | Armações Baleeiras Reunidas, Lda.                     | Construído em 1941, em Santo António. Dimensões (1956) - Comp.:11,10; boca:1,88; Pontal:0,67. Tonelagem Bruta: 3,495. Matrícula actual: H-33-EST. CLASSIFICADO | Pertence actualmente à Junta de Freguesia de São Mateus.                    |                                                    |                           |
| MESTRE CARDOSO                       | SR-31-B                   | Armações Baleeiras Reunidas, Lda.                     | Construído em 1943, em São Roque. Dimensões (1956) - Comp.:11,47; boca:1,92; Pontal:0,70. Tonelagem Bruta: 3,643. |                                                                             |                                                    |                           |
| NOSSA SENHORA DO LIVRAMENTO          | SR-33-B                   | Armações Baleeiras Reunidas, Lda.                     | Construído em 1944, em São Roque. Dimensões (1956) - Comp.:11,20; boca:1,90; Pontal:0,68. Tonelagem Bruta: 3,516. Matrícula actual: H-34-EST. CLASSIFICADO. | Pertence actualmente ao Clube Naval de São Roque do Pico.                   |                                                    |                           |
| ODETE CRISTIANO                      | SR-32-B                   | Armações Baleeiras Reunidas, Lda.                     | Construído em 1944, em São Roque. Dimensões (1956) - Comp.:11,28; boca:1,90; Pontal:0,67. Tonelagem Bruta: 3,151. |                                                                             |                                                    |                           |
| POMPOSO RECREIO                      | SR-26-B                   | Armações Baleeiras Reunidas, Lda.                     | Construído em 1935, nas Lajes do Pico. Dimensões (1956) - Comp.:10,40; boca:1,78; Pontal:0,60. Tonelagem Bruta: 2,776. |                                                                             |                                                    |                           |
| SÃO JOÃO BAPTISTA                    | SR-24-B                   | Armações Baleeiras Reunidas, Lda.                     | Construído em 1918, nas Lajes do Pico. Dimensões (1956) - Comp.: 9,40; boca:1,83; Pontal:0,64. Tonelagem Bruta: 2,642. Matrícula actual: H-31-EST. CLASSIFICADO. | Pertence actualmente ao Clube Naval de São Roque do Pico.                   |                                                    |                           |
| AMÉLIA                               | SR-23-B                   | Armações Baleeiras Reunidas, Lda.                     | Construído em 1924, na Furna, Pico. Dimensões (1956) - Comp.: 11,50; boca:1,92; Pontal:0,65. Tonelagem Bruta: 3,045. |                                                                             |                                                    |                           |
| BALEEIRA                             | SR-41-B                   |                                                       | CLASSIFICADO. | Pertence actualmente à Câmara Municipal de São Roque do Pico.               |                                                    |                           |
| Freguesia de Santa Cruz das Ribeiras |                           |                                                       | |                                                                             |                                                    |                           |
| Nome                                 | Matrícula                 | Armador                                               | História | Proprietário atual                                                          | Fotografia                                         |                           |
| BOA VISTA                            | LP-59-B                   | Sociedade Baleeira das Ribeiras, Lda.                 | CLASSIFICADO. | Pertence ao Clube Náutico de Santa Cruz.                                    |                                                    |                           |
| FORMOSA                              | LP-58-B                   | Sociedade Baleeira das Ribeiras, Lda.                 | CLASSIFICADO | Pertence actualmente ao Clube Naval das Lajes das Flores.                   |                                                    |                           |
| MARIA DA BOA VIAGEM                  | LP-53-B                   | Sociedade Baleeira das Ribeiras, Lda.                 | CLASSIFICADO. | Pertence ao Clube Náutico de Santa Cruz.                                    |                                                    |                           |
| SANTO CRISTO                         | LP-16-B                   | Sociedade Baleeira das Ribeiras, Lda.                 | CLASSIFICADO | Pertence actualmente a José Carlos Soares.                                  |                                                    |                           |
| SÃO GABRIEL                          | LP-50-B                   | Sociedade Baleeira das Ribeiras, Lda.                 | CLASSIFICADO | Pertence ao Clube Náutico das Lajes das Flores.                             |                                                    |                           |
| SÃO JOÃO                             | LP-39-B                   | Sociedade Baleeira das Ribeiras, Lda.                 | CLASSIFICADO. | Pertence ao Clube Náutico de Santa Cruz                                     |                                                    |                           |
| SÃO JOAQUIM                          | LP-17-B                   | Sociedade Baleeira das Ribeiras, Lda.                 | CLASSIFICADO | Pertence actualmente a José Soares.                                         |                                                    |                           |
| SÃO MIGUEL                           | LP-51-B                   | Sociedade Baleeira das Ribeiras, Lda.                 | CLASSIFICADO | Pertence ao Clube Náutico de Santa Cruz                                     |                                                    |                           |
| SÃO PEDRO                            | LP-29-B                   | Sociedade Baleeira das Ribeiras, Lda.                 | |                                                                             |                                                    |                           |
| SÃO RAFAEL                           | LP-52-B                   | Sociedade Baleeira das Ribeiras, Lda.                 | |                                                                             |                                                    |                           |
| Freguesia de São Mateus              |                           |                                                       | |                                                                             |                                                    |                           |
| Nome                                 | Matrícula                 | Armador                                               | História | Proprietário atual                                                          | Fotografia                                         |                           |
| CASTELETE                            | LP-67-B                   | Sociedade Baleeira de São Mateus, Lda.                | Antigo "NATÉRCIA" (H-16-B). Foi comprado em 1951 pela Sociedade Baleeira de S. Mateus do Pico à armação Reis & Martins, da Horta. Manteve a mesma matrícula mas mudou o nome. Em 1964 tinha a matrícula LP-67-B. Matrícula actual: H-38-EST CLASSIFICADO. | Pertence actualmente ao Clube Naval de São Roque do Pico.                   |                                                    |                           |
| COREANO                              | LP-65-B                   | Sociedade Baleeira de São Mateus, Lda.                | CLASSIFICADO | Pertence actualmente à Junta de Freguesia de São Mateus (Madalena).         |                                                    |                           |
| GINJEIRA                             | LP-66-B                   | Sociedade Baleeira de São Mateus, Lda.                | Antigo "RUTH" (H-6-PB). Foi comprado em 1951 pela Armação Baleeira de S. Mateus à armação Reis & Martins da Horta. Em 1964 tinha a matrícula LP-66-B |                                                                             |                                                    |                           |
| MARIA ALICE                          | LP-37-B                   | Sociedade Baleeira de São Mateus, Lda.                | |                                                                             |                                                    |                           |
| PONTINHA                             | LP-11-B                   | Sociedade Baleeira de São Mateus, Lda.                | CLASSIFICADO | Pertence à Junta de Freguesia de São Mateus (Madalena). Matrícula: 210LP5.  |                                                    |                           |
| ZULMIRA                              | LP-42-B                   | Sociedade Baleeira de São Mateus, Lda.                | |                                                                             |                                                    |                           |
| ILHA DO FAIAL                        |                           |                                                       | |                                                                             |                                                    |                           |
| Concelho da Horta                    |                           |                                                       | |                                                                             |                                                    |                           |
| Nome                                 | Matrícula                 | Armador                                               | História | Proprietário atual                                                          | Fotografia                                         |                           |
| NATÉRCIA                             | H-16-B                    | Reis & Martins, Lda.                                  | Foi registada em 1946, propriedade da Reis & Martins. Aparece numa listagem enviada ao Capitão do Porto da Horta, que apresenta as embarcações pertencentes à Reis & Martins, Lda. que no ano de 1946 foram estacionar nos portos do Comprido e do Salão. (estacionava no porto do Comprido). Em 1949 operava no Capelo. A 18 de Setembro de 1950 foi "apanhada por um cachalote que a quebrou", não tendo havido desastres pessoais. Pela sua antiguidade e pelas suas características não se encontrarem em condições satisfatórias para a pesca de cetáceos, foi vendida, em 1951, à armação baleeira de S.Mateus do Pico, manteve a mesma matrícula mas passou a denominar-se "Castelete". |                                                                             |                                                    |                           |
| NATÉRCIA                             | H-23-B                    | Reis & Martins, Lda.                                  | Foi registado em 29 de Janeiro de 1953 (Registo Capitaniada Horta - Livro N.º2, folhas 3-vo), propriedade da Reis & Martins, Lda. Foi mandado construir pelo Sr. Tomás de Azevedo (sócio gerente da R&M) que lhe deu o nome da sua esposa. Foi construída na Horta. (Dimensões de sinal: Comp. 11,40; Boca 1,92; Pontal 1,69;tonelagem: 3,46 toneladas Moorsom).Tem vistoria de 1953 a 1974. |                                                                             |                                                    |                           |
| ELISA                                | H-15-B                    | Reis & Martins, Lda.                                  | Foi registado em 9 de Junho de 1945, no porto de Santa Cruz, Horta. Tonelagem: 3,304 toneladas.Dimensões de sinal: Comp. 11,22; Boca 1,90; Pontal 0,62. tem vistoria de 1947 a 1949, de 1952 a 1955; de 1958 a 1974 com excepção de 1966 e 1971. Em 1949 operava no Capelo. Sofreu acidente a 24 de Julho de 1957. Foi abatida a 16 de Junho de 1982. |                                                                             |                                                    |                           |
| CAPELINHOS                           | H-9-B                     | Francisco Marcelino dos Reis                          | Registado na Capitania da Horta em 1940, no nome de Francisco Marcelino dos Reis. Tinha as seguintes medidas: comp:11,30; boca:1,96; pontal:0,65; ton.bruta: 3,560. Em 1946 passa para a propriedade da Reis & Martins, Lda. e estacionava no Porto do Comprido. Em 1949 operava no Porto do Comprido. O registo da canoa foi cancelado em 1953 por ter sido destruída pelo mar: a 4 de Março de 1953, no Porto do Comprido, "foi arremassada por uma vaga de mar sobre a rocha, sendo impossível o seu salvamento pela continuidade de grandes vagas sucessivas que impossibilitaram as tripulações do seu salvamento". Deste desastre resultou a morte do Mestre Baleeiro da referida embarcação, Luís Pereira de Matos, que foi cuspido à água não se conseguindo salvar. |                                                                             |                                                    |                           |
| CAPELINHOS                           | H-24-B                    | Reis & Martins, Lda.                                  | Propriedade da Reis & Martins, Lda.. Foi reconstruído pelo projecto Baleiaçor. Pertence à Junta de Freguesia do Capelo, Foi construído pelo Mestre João Silveira das Ribeiras do Pico. CLASSIFICADO |                                                                             |                                                    |                           |
| RUTH                                 | H-6-PB                    |                                                       | Registada em 1939 em nome da armação de Francisco Marcelino dos Reis. Na noite de 23 para 24 de Setembro de 1940 sofreu graves danos em virtude da tempestade que assolou o Porto do Comprido, perdendo muitos seus pertences. Em 1946 muda de propriedade, para a Reis & Martins, Lda. Em 1949, estacionava no Porto do Comprido, Capelo. Pela sua antiguidade e pelas suas características não se encontrarem em condições satisfatórias para a pesca de cetáceos, foi vendida em 1951, à armação baleeira de S. Mateus do Pico e mudou o nome para "Gingeira" e ficou registada no cais de Santa Cruz. |                                                                             |                                                    |                           |
| MARIA DA CONCEIÇÃO                   | H-14-B                    | Reis & Martins, Lda.                                  | Foi registado em Julho de 1944 pela armação baleeira de Francisco Marcelino dos Reis, comprado a José Machado de Oliveira. (comp: 11,30; dim.: boca-1,75; pontal:0,70; ton.bruta:3,461). Foi construído no Pico. Em 1946, passa para a propriedade da Reis & Martins, Lda. Em 1949 estacionava no Capelo.Em 1977, por ter sofrido uma avaria, deixou de fazer parte dos seguros de embarcações da Reis & Martins, Lda. (ApóliceN.º 734.723), e foi substituída pela canoa Senhora Santana (H-17-B). Entrou novamente ao serviço em 1978. Em 1980, tinha como mestre Mário da Rosa Serpa, mas por motivo de quebra, a apólice desta canoa foi novamente substituída pela canoa Senhora Santana. Foi reconstruído pelo projecto Baleiaçor. Foi construído pelo Mestre João Silveira, das Ribeiras do Pico. CLASSIFICADO | Clube Naval da Horta                                                        |                                                    |                           |
| SENHORA DE SANTANA                   | H-17-B                    | Reis & Martins, Lda.                                  | Registado em 1946. Em 1949 operava no Capelo. Em 1951 operava no Capelo (CM-RM.02.01-79). Em 1952 sofreu acidente, juntamente com a lancha a motor Isolda, foi albarroada por um cachalote que as quebrou, não houve desastres pessoais A 28/09/1954, quando andava à caça ao cachalote foi apanhada por um cachalote que lhe causou muitos estragos, não havendo vítimas. Em 1977, substitui o bote "Maria da Conceição" na apólice de seguros (Apólice N.º734.723) até 1978. Foi abatida em 1985. |                                                                             |                                                    |                           |
| SENHORA DAS ANGÚSTIAS                | H-5-B                     | Companhia Baleeira Faialense, Lda.                    | Registado em 17 de Outubro de 1938 (comp: 11,15; dim.: boca-1,96; pontal:0,67; ton.bruta:3,14). Registado ao cais de Porto Pim. Pertencia à Companhia Baleeira Faialense,Lda. Em 1949 operava no Capelo. A 25-09-1967, quando se encontrava na" caça do cachalote", a cerca de 10 milhas a Oeste do Faial, na ocasião de arpoar, foi atingida pela cauda de um cachalote tendo-a quebrado na popa e revirado, perdendo-se diversa palamenta. Foi vendido à J.F. das Angústias em 2006, por 1725€ (c/iva). No âmbito do projecto Baleiaçor, a sua matrícula foi adquirida pela Junta de Freguesiada Feteira. Depois foi trocado com a J. F. das Angústias e foi construído um novo bote na Piedade do Pico, pelo Mestre Manuel Monteiro. O novo bote foi lançado ao mar em Agosto de 2008. (Registo da capitania da Horta: Livro 24, fls 76.) CLASSIFICADO |                                                                             |                                                    |                           |
| SENHORA DE SANTANA                   | H-17-B                    | Reis & Martins, Lda.                                  | Registado em 1946. Em 1949 operava no Capelo. Em 1951 operava no Capelo (CM-RM.02.01-79). Em 1952 sofreu acidente, juntamente com a lancha a motor Isolda, foi albarroada por um cachalote que as quebrou, não houve desastres pessoais A 28/09/1954, quando andava à caça ao cachalote foi apanhada por um cachalote que lhe causou muitos estragos, não havendo vítimas. Em 1977, substitui o bote "Maria da Conceição" na apólice de seguros (Apólice N.º734.723) até 1978. Foi abatida em 1985. |                                                                             |                                                    |                           |
| SENHORA DAS ANGÚSTIAS                | H-5-B                     | Companhia Baleeira Faialense, Lda.                    | Registado em 17 de Outubro de 1938 (comp: 11,15; dim.: boca-1,96; pontal:0,67; ton.bruta:3,14). Registado ao cais de Porto Pim. Pertencia à Companhia Baleeira Faialense,Lda. Em 1949 operava no Capelo. A 25-09-1967, quando se encontrava na" caça do cachalote", a cerca de 10 milhas a Oeste do Faial, na ocasião de arpoar, foi atingida pela cauda de um cachalote tendo-a quebrado na popa e revirado, perdendo-se diversa palamenta. Foi vendido à J.F. das Angústias em 2006, por 1725€ (c/iva). No âmbito do projecto Baleiaçor, a sua matrícula foi adquirida pela Junta de Freguesiada Feteira. Depois foi trocado com a J. F. das Angústias e foi construído um novo bote na Piedade do Pico, pelo Mestre Manuel Monteiro. O novo bote foi lançado ao mar em Agosto de 2008. (Registo da capitania da Horta: Livro 24, fls 76.) CLASSIFICADO |                                                                             |                                                    |                           |
| MARIA VIRGÍNIA                       | H-10-PB                   | Reis & Martins, Lda.                                  | Foi comprada pela armação baleeira de Francisco Marcelino dos Reis em 1941 (comp:11,28m; boca:1,93 m; pontal;65cm). Foi registada na capitania da Horta nesse mesmo ano. Sofreu acidente no dia 30 de Outubro de 1941, enquanto a tripulação caçava um cachalote, resultando do acidente 2 mortos. Em 1946 passou para a armação Reis & Martins, Lda. Em 1949 operava no Capelo. O seu registo foi cancelado em 1976. |                                                                             |                                                    |                           |
| ANITA                                | H-7-B                     | Reis & Martins, Lda.                                  | Foi registado em 18 de Julho de 1939 (comp: 11, 10;boca:1,97;pontal: 0,68;ton.bruta:2,93). Registado no cais de Porto Pim. Aparece numa listagem enviada ao Capitão do Porto da Horta, que apresenta as embarcações pertencentes à Reis & Martins, Lda. e que no ano de 1946 foram estacionar nos portos do Comprido e do Salão. (estacionava no porto do Salão). Em 1947 passou a denominar-se Senhora da Guia. |                                                                             |                                                    |                           |
| SENHORA DA GUIA                      | H-7-B                     | Companhia Baleeira Faialense, Lda.                    | Antigo "ANITA". Dimensões de sinal: 11,10m de comp.; boca- 1,97; pontal - 0,68; com a tonelagem bruta: 2,930. (registo). Em 1949 operava no Salão. Em 1955, era propriedade da Companhia Baleeira Faialense, Lda. Em 2008, a sua matrícula foi adquirida pela Junta de Freguesia das Angústias e depois foi trocada com a J.F. Feteira, pelo bote Senhora das Angústias. Foi construído um novo bote nas Ribeiras do Pico, pelo Mestre João Silveira Tavares. O novo bote foi lançado ao mar no dia 13 de Julho de 2008. (Registo da Capitania: Livro 1, fls 87). CLASSIFICADO |                                                                             |                                                    |                           |
| EXPERIENTE                           | H-91-B                    |                                                       | Terá sido registado a 8 de Julho de 1913. Em 1947, com a mesma matrícula passou a denominar-se Senhora do Socorro e era propriedade da Companhia Baleeira Faialense. Numa listagem de 1948, que nos dá informação da data de registo na capitania da Horta, tem as seguintes características: comp. 10,95; dim. boca- 1,90; pontal- 0,64; ton. bruta: 3). Nesse ano varava no Porto do Salão. |                                                                             |                                                    |                           |
| SENHORA DO SOCORRO                   | H-12-B                    | Companhia Baleeira Faialense, Lda.                    | Registado a 18 de Março de 1955 (comp:11,40; dim.: boca-1,92;pontal-0,67; ton.bruta:3,40), foi construído na Horta. Em 1949 operava no Salão. No âmbito do projecto Baleiaçor, a sua matrícula foi adquirida pela Junta de freguesia do Salão e recuperado pelo Sr. João Silveira Tavares. Nossa Senhora do Socorro é a padroeira da freguesia do Salão e também dos baleeiros da freguesia do Salão. CLASSIFICADO |                                                                             |                                                    |                           |
| CARLOS MANUEL                        | H-111-B                   |                                                       | Numa listagem de 1948, este bote pertencia à Companhia Baleeira Faialense. A sua data de construção é de 18 de Abril de 1923 (comp:11; boca:1,90; pontal:0,57; ton.bruta: 2,97) -.Em 1949 operava no Salão. Na listagem da C.B.F. de 1954 esta matrícula já é denominada por Senhora de Fátima (terá mudado de nome, após 1951), continuando a ter as mesmas medidas. No ano de 1956 não aparece nos balanços da Sociedade. A matrícula H-111-PB pertenceu a uma canoa "Gaivota" registada em 1922 e propriedade da Sociedade Baleeira do Capelo. A sua matrícula foi comprada pela Freguesia de Castelo Branco, e construído pelo Sr. João Silveira Tavares. Foi benzido a 13 de Maio de 2007. |                                                                             |                                                    |                           |
| SENHORA DE FÁTIMA                    | H-111-B                   | Companhia Baleeira Faialense, Lda.                    | Dimensões de sinal: 11m de comp.; boca- 1,90; pontal - 0,57; com a tonelagem bruta: 2,978. (registo). Pertence actualmente à Junta de Freguesia de Castelo Branco. CLASSIFICADO |                                                                             |                                                    |                           |
| LOURDES                              | H-2-PB                    |                                                       | Propriedade da Armação Baleeira Francisco Marcelino dos Reis. Na noite de 23 para 24 de Setembro de 1940 ficou danificada em virtude de uma tempestade, quando estava varada no Porto do Comprido. Foi mandada abater do registo da Capitania nessa mesma altura. |                                                                             |                                                    |                           |
| ESPÍRITO SANTO                       | H-3-PB                    |                                                       | Características (1945): Comp. 10,80; boca 1,88; pontal 0,66; tonelagem 2,99 toneladas. Estava registada em 1941 no nome de Francisco Marcelino dos Reis. Na noite de 23 para 24 de Setembro de 1940 sofreu graves danos em virtude da tempestade que assolou o Porto do Comprido, perderam-se muito dos seus pertences. Em 1945, segundo registos, foi transferida devidamente apetrechado de São Jorge, da firma Reis & Mendonça, para a Reis & Martins. Em Maio de 1945, Francisco Marcelino dos Reis vendeu-a para a Reis & Flores, armação de Santa Cruz das Flores, vendeu-a por 80$00, e transferiu a posse e o direito de acção sobre a canoa para aquela armação. |                                                                             |                                                    |                           |
| SANTO ESPÍRITO                       | H-123-B                   | Reis & Martins, Lda.                                  | Foi registado em 1942, propriedade da armação de Francisco Marcelino dos Reis que a comprou a Manuel José Leal Junior. Em 1945 era propriedade da Reis & Martins,Lda. Na "Lista de Embarcações das Pescas Industriais" de 1956 aparece como propriedade da Reis & Martins. Foi desmantelada em 1972. |                                                                             |                                                    |                           |
| SANTO CRISTO                         | H-8-B                     |                                                       | Registado em 1941 em nome de Francisco Marcelino dos Reis. |                                                                             |                                                    |                           |
| NOSSA SENHORA DA CONCEIÇÃO           | H-42-EST                  |                                                       | CLASSIFICADO | Pertence ao Clube Naval de São Roque do Pico.                               |                                                    |                           |
| GAIVOTA                              | H-96-B                    |                                                       | Registada na Capitania da Horta em 1918 no nome de António Pereira do Amaral, no Porto do Comprido. Em 1919 passou para o nome da Companhia Baleeira do Capelo. Segundo o registo, em 1921 foi transferida para as Lajes do Pico (ver Registo Nº134 de 9/12/1921) |                                                                             |                                                    |                           |
| MARIA                                |                           | Joaquim de Lemos                                      | Registada em 1918 na Capitania da Horta no nome de Joaquim de Lemos. Em 1930 foi inutilizada. |                                                                             |                                                    |                           |
| CONCEIÇÃO                            | H-98-B                    | Joaquim de Lemos e José Rodrigues                     | Transferida das Lajes do Pico para o Porto do Comprido (1919?). Foi inutilizada em 1930. |                                                                             |                                                    |                           |
| SANTO ANTÓNIO                        | H-102-PB                  | Companhia Baleeira do Salão                           | Transferida das Lajes do Pico para o Porto do Comprido (1919?). Foi inutilizada em 1930. |                                                                             |                                                    |                           |
| SANTO ANTÓNIO                        | H-102-PB                  | Companhia Baleeira do Salão                           | Registada em 1919 no nome da Companhia Baleeira do Salão. |                                                                             |                                                    |                           |
| SÃO JOSÉ                             | H-103-PB                  | Companhia Baleeira do Salão                           | Regsitada em 1919 no nome da Companhia Baleeira do Salão. |                                                                             |                                                    |                           |
| ESPÍRITO SANTO                       | H-104-PB                  | Manuel Dutra S. Goulart                               | Registada em 1920 na Capitania da Horta, no nome de Manuel Dutra S. Goulart, no Porto do Comprido. Foi transferida para as Lajes do Pico em 1921. |                                                                             |                                                    |                           |
| SÃO PEDRO                            | L-41-PB H-106-PB          |                                                       | Registado na Capitania da Horta em 1921 com a matrícula H-106-PB e no nome de Jaime de Lemos. Estava registado nas Lajes do Pico com a matrícula L-41-PB. Em 1924 passou para o nome de José Francisco da Silva, no cais dos Cedros (Faial). |                                                                             |                                                    |                           |
| ESPÍRITO SANTO                       | H-109-PB                  |                                                       | Registado na Capitania da Horta em 1922. |                                                                             |                                                    |                           |
| GAIVOTA                              | H-111-PB                  | Sociedade Baleeira do Capelo                          | |                                                                             |                                                    |                           |
| ANDORINHA                            | H-112-PB                  | Sociedade Baleeira do Capelo                          | |                                                                             |                                                    |                           |
| SENHORA DA GUIA                      | H-113-PB                  | Companhia Baleeira do Capelo                          | Comprimento: 8.06 m. Passou para a pesca local. |                                                                             |                                                    |                           |
| ILHA DAS FLORES                      |                           |                                                       | |                                                                             |                                                    |                           |
| Freguesia de Santa Cruz              |                           |                                                       | |                                                                             |                                                    |                           |
| Nome                                 | Matrícula                 | Armador                                               | História | Proprietário atual                                                          | Fotografia                                         |                           |
| MARIA VIRGÍNIA                       | SF-14-B                   | União das Armações Baleeiras das Flores e Corvo, Lda. | Pertencia à Reis & Flores.Em 1956 estava registada no nome da União das Armações Baleeiras das Flores e Corvo, Lda., constituída em 1955 e que aglomerava as 3 armações existentes: Reis & Flores; António Caetano de Serpa e Maurício António de Fraga. Foi recuperado e CLASSIFICADO | Clube Naval das Velas                                                       |                                                    |                           |
| DELFIM                               | SF-10-B                   | União das Armações Baleeiras das Flores e Corvo, Lda. | Pertencia à Reis & Flores. Em 1956 estava registada no nome da União das Armações Baleeiras das Flores e Corvo, Lda., constituída em 1955 e que aglomerava as 3 armações existentes: Reis & Flores; António Caetano de Serpa e Maurício António de Fraga. |                                                                             |                                                    |                           |
| MARIA DE LURDES                      | SF-9-B                    | União das Armações Baleeiras das Flores e Corvo, Lda. | Pertencia à Reis & Flores. Em 1956 estava registada no nome da União das Armações Baleeiras das Flores e Corvo, Lda., constituída em 1955 e que aglomerava as 3 armações existentes: Reis & Flores; António Caetano de Serpa e Maurício António de Fraga. |                                                                             |                                                    |                           |
| PONTA DELGADA                        | SF-19-B                   | União das Armações Baleeiras das Flores e Corvo, Lda. | Pertencia à Reis & Flores. Em 1956 estava registada no nome da União das Armações Baleeiras das Flores e Corvo, Lda., constituída em 1955 e que aglomerava as 3 armações existentes: Reis & Flores; António Caetano de Serpa e Maurício António de Fraga. Esta canoa encontra-se em exposição no Museu da Marinha. Foi aparelhada pelo sr. José Raimundo Xavier (conhecido por José Lisandro) antigo baleeiro e arpoador. Por volta de 2008, José Raimundo foi a Lisboa e voltou ao Museu da Marinha para aparelhar a canoa. |                                                                             |                                                    |                           |
| SÃO MATEUS                           | SF-7-B                    | Reis & Flores, Lda.                                   | Características (1945): Comp. 9,49; boca. 1,88m; pontal 0,66m; tonelagem 2,826. Em 1945, foi vendida por Francisco Marcelino dos Reis à Reis & Flores, Lda., por 5 mil escudos. |                                                                             |                                                    |                           |
| ALCION                               | SF-11-B                   | União das Armações Baleeiras das Flores e Corvo, Lda. | Pertencia à Reis & Flores.Em 1956 estava registada no nome de União das Armações Baleeiras das Flores e Corvo, Lda. (constituída em 1955). A União das Armações Baleeiras das Flores e Corvo aglomerava as 3 armações existentes: Reis & Flores; António Caetano de Serpa e Maurício António de Fraga) |                                                                             |                                                    |                           |
| CORVINO II                           | SF-16-B                   | União das Armações Baleeiras das Flores e Corvo, Lda. | Pertencia à Reis & Flores. Em 1956 estava registada no nome da União das Armações Baleeiras das Flores e Corvo, Lda., constituída em 1955 e que aglomerava as 3 armações existentes: Reis & Flores; António Caetano de Serpa e Maurício António de Fraga. |                                                                             |                                                    |                           |
| SANTO ANTÓNIO                        | SF-13-B                   | União das Armações Baleeiras das Flores e Corvo, Lda. | Em 1956 estava registada no nome da União das Armações Baleeiras das Flores e Corvo, Lda., constituída em 1955 e que aglomerava as 3 armações existentes: Reis & Flores; António Caetano de Serpa e Maurício António de Fraga. |                                                                             |                                                    |                           |
| MARIA ISABEL                         | SF-15-B                   | União das Armações Baleeiras das Flores e Corvo, Lda. | Em 1956 estava registada no nome da União das Armações Baleeiras das Flores e Corvo, Lda., constituída em 1955 e que aglomerava as 3 armações existentes: Reis & Flores; António Caetano de Serpa e Maurício António de Fraga. |                                                                             |                                                    |                           |
| GUILHERME                            | SF-12-B                   | União das Armações Baleeiras das Flores e Corvo, Lda. | Em 1956 estava registada no nome da União das Armações Baleeiras das Flores e Corvo, Lda., constituída em 1955 e que aglomerava as 3 armações existentes: Reis & Flores; António Caetano de Serpa e Maurício António de Fraga. |                                                                             |                                                    |                           |
| OFÉLIA                               | SF-17-B                   | União das Armações Baleeiras das Flores e Corvo, Lda. | Em 1956 estava registada no nome da União das Armações Baleeiras das Flores e Corvo, Lda., constituída em 1955 e que aglomerava as 3 armações existentes: Reis & Flores; António Caetano de Serpa e Maurício António de Fraga. |                                                                             |                                                    |                           |
| AMÉLIA                               | SF-18-B                   | União das Armações Baleeiras das Flores e Corvo, Lda. | Em 1956 estava registada no nome da União das Armações Baleeiras das Flores e Corvo, Lda., constituída em 1955 e que aglomerava as 3 armações existentes: Reis & Flores; António Caetano de Serpa e Maurício António de Fraga. |                                                                             |                                                    |                           |
| SÃO RUIZ                             | SF-20-B                   | União das Armações Baleeiras das Flores e Corvo, Lda. | Em 1956 estava registada no nome da União das Armações Baleeiras das Flores e Corvo, Lda., constituída em 1955 e que aglomerava as 3 armações existentes: Reis & Flores; António Caetano de Serpa e Maurício António de Fraga.Pertence ao Museu das Flores. CLASSIFICADO | Pertence ao Museu das Flores                                                |                                                    |                           |
| ESPERANÇA                            | SF-8-B                    | União das Armações Baleeiras das Flores e Corvo, Lda. | Pertencia à Reis & Flores.Em 1956 estava registada no nome da União das Armações Baleeiras das Flores e Corvo, Lda., constituída em 1955 e que aglomerava as 3 armações existentes: Reis & Flores; António Caetano de Serpa e Maurício António de Fraga. |                                                                             |                                                    |                           |
| SENHORA DA AJUDA                     |                           |                                                       | Foi construída no Pico |                                                                             |                                                    |                           |
| BOM PASTOR                           |                           | União das Armações Baleeiras das Flores e Corvo, Lda. | Pertencia a uma armação da Fazenda (Francisco Azevedo Nunes; António José Azevedo, António Jorge André de Freitas). Construída em 1933. Foi construída a partir da remodelação e ampliação de um antigo bote baleeiro americano. Em 1956 estava registada no nome da União das Armações Baleeiras das Flores e Corvo, Lda., constituída em 1955 e que aglomerava as 3 armações existentes: Reis & Flores; António Caetano de Serpa e Maurício António de Fraga. |                                                                             |                                                    |                           |
| SANTO CRISTO                         | SF-4-PB                   | União das Armações Baleeiras das Flores e Corvo, Lda. | Pertencia a uma armação da Fazenda (Francisco Azevedo Nunes; António José Azevedo, António Jorge André de Freitas). Foi a primeira canoa baleeira a ser construída nas Flores. Foi lançada ao mar em 1934. CLASSIFICADO. | Pertence actualmente ao Museu das Flores                                    |                                                    |                           |
| ESPADARTE                            | SF-1-B                    | União das Armações Baleeiras das Flores e Corvo, Lda. | Em 1956 estava registada no nome de União das Armações Baleeiras das Flores e Corvo, Lda. (constituída em 1955). A União das Armações Baleeiras das Flores e Corvo aglomerava as 3 armações existentes: Reis & Flores; António Caetano de Serpa e Maurício António de Fraga) |                                                                             |                                                    |                           |
| SÃO PEDRO                            | SF-2-B                    | União das Armações Baleeiras das Flores e Corvo, Lda. | Em 1956 estava registada no nome da União das Armações Baleeiras das Flores e Corvo, Lda., constituída em 1955 e que aglomerava as 3 armações existentes: Reis & Flores; António Caetano de Serpa e Maurício António de Fraga. |                                                                             |                                                    |                           |
| SÃO JOSÉ                             | SF-6-B                    | União das Armações Baleeiras das Flores e Corvo, Lda. | Em 1956 estava registada no nome da União das Armações Baleeiras das Flores e Corvo, Lda., constituída em 1955 e que aglomerava as 3 armações existentes: Reis & Flores; António Caetano de Serpa e Maurício António de Fraga. CLASSIFICADO | Pertence ao Clube Naval de Santa Cruz das Flores.                           |                                                    |                           |
| SANTO ANTÓNIO                        | SF-13-B                   |                                                       | CLASSIFICADO | Pertence a Lizuarte Machado.                                                |                                                    |                           |